# Фельдмохинг (станция метро)
«Фельдмохинг» (нем. Feldmoching) — конечная станция Мюнхенского метрополитена, расположенная на линии . Станция находится в районе Фельдмохинг-Хазенбергль (нем. Feldmoching-Hasenbergl). Имеет пересадку на одноименную станцию городской электрички.

## История
Открыта 26 октября 1996 года в составе участка «Дюльферштрассе» — «Фельдмохинг». Станция названа именем района, в котором она находится.

## Архитектура и оформление
Двухпролётная колонная станция мелкого заложения, планировалась архитектором Петер Ланц (нем. Peter Lanz). Путевые стены одеты в матовые анодируемые, квадратные перфорированные листы алюминия, установленные в два ряда друг над другом, вдоль всей платформы. Стены украшают 32 трафарета с мотивами из деревенской идиллии этого района. Круглые колонны отделаны белыми пластинами с четырьмя вертикальными синими полосами. Световое оформление состоит из пунктуального освещения и двух рядов ламп, которые светят в алюминиевый экран на потолке и косвенно распределяют свет. Платформа выложена гранитными плитами. Имеет два выхода по обоим концам платформы. В восточной части платформы расположен лифт, который идёт через вестибюль на улицу. В восточном вестибюле расположен лифт, который идёт на платформу городской электрички.

## Таблица времени прохождения первого и последнего поезда через станцию

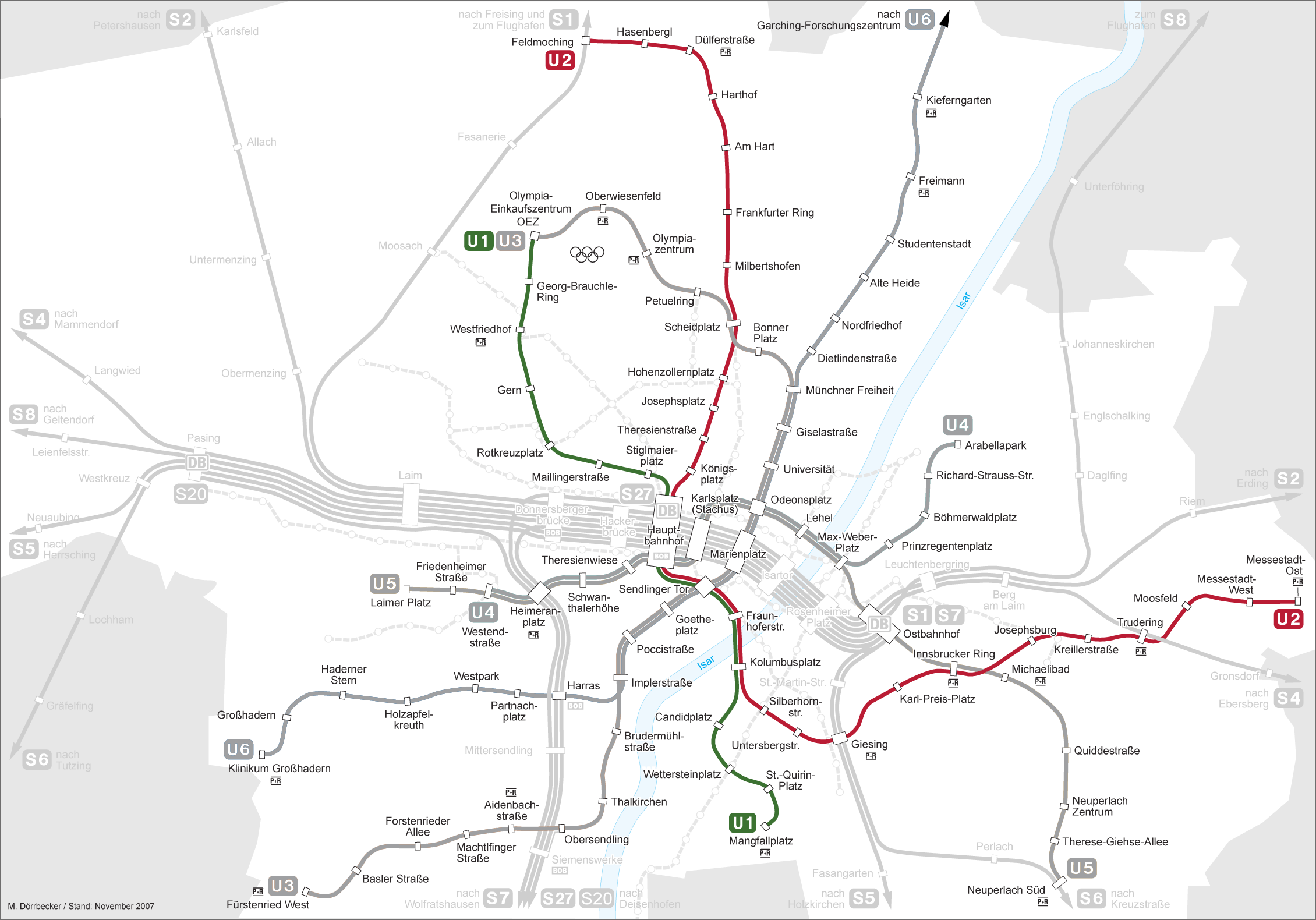
Сеть линий и мюнхенского метро

|                                 | Воскресенье — Четверг (ч:мм) | Пятница — Суббота (ч:мм) |
|                                 | первый                       |                          |
| последний                       |                              |                          |
| В сторону станции «Хазенбергль» | 4:08                         | 4:08                     |
| В сторону станции «Хазенбергль» | 0:53                         | 1:53                     |

## Пересадки
Проходят автобусы следующих линий: 170, 171, 172 и 173, а также городская электричка линии S1. Есть перехватывающая парковка на 156 мест. Так же есть стоянка такси.
| Предыдущая станция | Расстояние | Линия | Расстояние | Следующая станция |
| ------------------ | ---------- | ----- | ---------- | ----------------- |
| конечная           | 0 м        |       | 1065 м     | Хазенбергль       |